# Māllur
Māllur är en ort i Indien.   Den ligger i distriktet Salem och delstaten Tamil Nadu, i den södra delen av landet, 1 900 km söder om huvudstaden New Delhi. Māllur ligger 280 meter över havet och antalet invånare är 10 524.
Terrängen runt Māllur är varierad. Runt Māllur är det tätbefolkat, med 383 invånare per kvadratkilometer. Närmaste större samhälle är Salem, 12,2 km norr om Māllur. Omgivningarna runt Māllur är en mosaik av jordbruksmark och naturlig växtlighet.